# Oldenlandia nudiflora
Oldenlandia nudiflora là một loài thực vật có hoa trong họ Thiến thảo. Loài này được Thunb. mô tả khoa học đầu tiên năm 1825.